# NGC 7100
NGC 7100 est une étoile située dans la constellation de Pégase,. L'astronome français Guillaume Bigourdan a enregistré la position de celle-ci le 11 octobre 1825.
Note : la base de données Simbad, qui contient par ailleurs plusieurs erreurs d'indentification, indique que NGC 7100 est la galaxie PGC 67188. Cette erreur est aussi reproduite par HyperLeda.